# Blánatec kentský
Blánatec kentský (Hymenophyllum tunbrigense) je druh kapradiny obvykle řazený do čeledi blánatcovité (Hymenophyllaceae). Je to velmi drobná tmavozelená rostlina, kterou nalezneme téměř po celém světě. V Evropě lze nalézt dva druhy z rodu blánatec. Jedná se o vzácný a ohrožený druh.

## Popis
Blánatec kentský je víceletá a velmi malá kapradina, 2–6 centimetrů vysoká. Může připomínat spíše nápadně velkolistý mech. Oddenek je zpočátku chlupatý, později lysý a silně větvený.
Listy jsou přímé, s 1–2 cm dlouhým řapíkem, a mají tence kožovitou podlouhle eliptickou čepel dvakrát zpeřenou. Nemají tuhou ochrannou epidermis, listy jsou z jedné vrstvy buněk, které navíc nemají průduchy. Tento jev je velice neobvyklý u cévnatých rostlin a je možný jen v případě vysoké vzdušné vlhkosti. Povrchem listů také přijímá největší množství vody, jelikož kořeny jsou vyvinuty jen někdy.
Blánatce jsou tmavě zelené a prosvítavé. Výtrusnice nese jen na horní polovině listu na bázi postranních úkrojků a jsou zakryty dvoudílnou, na okraji pilovitou ostěrou. Výtrusy jsou zralé v srpnu.

## Výskyt
Blánatec kentský se vyskytuje především v tropech a subtropech, občasně zasahuje do mírného pásu. Jeho výskyt na americkém kontinentu sahá od severní hranice v USA (Jižní Karolína) až po areál v jižní Argentině a Chile. Vyskytuje se také v jihovýchodní Asii, východní Austrálii a na Novém Zélandu. V Evropě je jeho areál ve Velké Británii a Irsku, vzácně pak ve Španělsku, Belgii, Itálii, Lucembursku a Německu. V Česku byl před 150 lety nalezen v Českosaském Švýcarsku v Edmundově soutěsce a na Labských pískovcích odkud ale chybí herbářový doklad. Dnes je u nás řazen mezi vyhynulé druhy.

## Ekologie
Vyskytuje se na vlhkých zastíněných pískovcových skalách s kyselým humusem.

## Záměny
Možná záměna je s blánatcem Wilsonovým (Hymenophyllum wilsoni), který má oproti H. tunbrigense listy méně hluboce peřenoklané.

## Ohrožení a ochrana
Ve střední Evropě je blánatec silně ohrožený druh. Je v červeném seznamu SRN. V ČR řazena do kategorie nejasných případů vyhynulého druhu (značená v ČR jako A3).